# خوسيه إراراغوري
خوسيه إراراغوري إيلو (بالإسبانية: José Iraragorri)‏ (16 مارس 1912 – 27 أبريل 1983) لاعب كرة قدم إسباني راحل كان يجيد اللعب في خط الهجوم .
لعب طوال مسيرته الرياضية في أندية أتلتيك بيلباو (1929-1936) سان لورينزو (1939-1941) أتلتيك بيلباو (1946-1949).
مثل منتخب إسبانيا في 7 مباريات مسجلا هدف واحد (1931-1936). شارك مع منتخب إسبانيا في بطولة كأس العالم 1934 في إيطاليا حيث خرج من الدور الربع النهائي.
تولى تدريب أندية باراكالدو، أتلتيك بيلباو (1949-1952) ريال بلد الوليد (1952-1953) سلتا فيغو (1953-1954) إيركوليس.

## وصلات خارجية
- خوسيه إراراغوري على موقع الاتحاد الدولي (مؤرشف)  (الإنجليزية)
- خوسيه إراراغوري على موقع قاعدة بيانات كرة القدم.إي يو (الإنجليزية)
- خوسيه إراراغوري على موقع ناشيونال فوتبول تيمز (الإنجليزية)
- سيرة ذاتية